# Astrophyllum stellare
Astrophyllum stellare là một loài Rêu trong họ Mniaceae. Loài này được (Reichard ex Hedw.) Lindb. mô tả khoa học đầu tiên năm 1879.